# G-proteinek által közvetített jelátviteli utak

## Sejtfelszíni receptorok típusai
A receptorok fehérjék, amelyeknek az a feladata,hogy az extra- és intracelluláris kémiai jeleket felismerjék, azokat megkössék, és az információt a sejt számára továbbítsák. A receptorok specifikus struktúrák, bár ez a specifitás nem abszolút, mert egy receptor több hasonló szerkezetű molekulát is felismerhet, mint például az adrenerg receptorok, amelyek az adrenalint és a noradrenalint egyaránt felismerik és megkötik. Hasonlóképpen egy adott kémiai jel több különböző receptorhoz is kötődhet.
Ligandnak, elsődleges messengereknek nevezzük mindazokat az endogén molekulákat, természetbe előforduló anyagokat vagy szintetikus származékokat, amelyeket a receptor köt. Ezek közül azok, amelyek a receptort stimulálják, az agonisták, azok, amelyek gátolják, az antagonisták. A receptorok a természetes ligandjaikat nagy szelektivitással és affinitással kötik, és a receptor-ligand kötés sok tekintetben hasonló törvényszerűség alapján írható le, mint az enzim-szubsztrát kölcsönhatás.
A jelátviteli molekulák kémiai és fizikai tulajdonságaiktól függően kétféle receptorfehérje közvetítésével fejthetik ki a hatásukat a célsejtekben. A kis hidrofób (vízben nem oldódó)  molekulák (pl: szteroidok, tiroxin) szabadon átmehetnek a sejthártyán és a saját sejten belüli (intracelluláris) receptoraikhoz képesek kötődni. Más hidrofil (vízben oldódó) természetű anyagok (pl: inzulin, növekedési faktorok, adrenalin, acetilkolin, hisztamin) számára a membrán átjárhatatlan (impermeábilis) így ezek sejtfelszíni receptorokhoz képesek csak kötődni. A receptorhoz való bekötődésük sejten belüli biokémiai folyamatok láncreakcióját indítja el.
A sejtfelszíni receptorokat négy kategóriába sorolhatjuk: ioncsatorna receptorok, G-protein-kötött receptorok, katalitikus  receptorok (enzimaktivitás révén továbbítják a szignált) és egyéb enzimaktivitással nem rendelkező receptorok melyek citoplazmatikus tirozin-proteinkináz enzimeket használnak a szignalizációra.

## G-proteinek
A jelpályáknak nagyon jelentős részében GTP- kötő fehérjék közreműködnek a receptorstimuláció hatásának továbbításában. Számos hormon, neurotranszmitter (ingerületátvivő anyag) ilyen receptorokon keresztül befolyásolja a sejt működését, ezeken kívül ide tartoznak a látás és szaglás folyamatában részt vevő receptorok is.
A G-proteinek guaninnukleotidok (GTP illetve GDP) megkötésére képes fehérjék, amelyek a sejtfelszínre érkező szignálok továbbítását végzik. GTP-t (guanozin-trifoszfát egy purin-nukleotid) kötve képesek lesznek biokémiai funkciójuk ellátására, a GTP GDP-vé (guanozin-difoszfát) történő hidrolízise pedig leállítja a működést. A G-fehérjék saját GTPáz-aktivitással rendelkeznek, amelynek következtében a kötött GTP-t hidrolizálják, azaz a G-fehérjén a továbbiakban GDP kötődik, s ez a G-fehérje jeltovábbító hatását kikapcsolja. Tulajdonképpen egyszerű kapcsolóként is felfoghatjuk őket, amelyben a GDP GTP-re történő cseréjével bekapcsoljuk, a GTP GDP-re történő hidrolízisével kikapcsoljuk a jelátviteli útvonalat.
A G-fehérjéken belül megkülönböztetünk hetero- trimer, azaz három alegységből álló (α, β és γ) és monomer, vagyis egy alegységből álló G-fehérjéket.

## Heterotrimer G-proteinek által közvetített jelátviteli utak

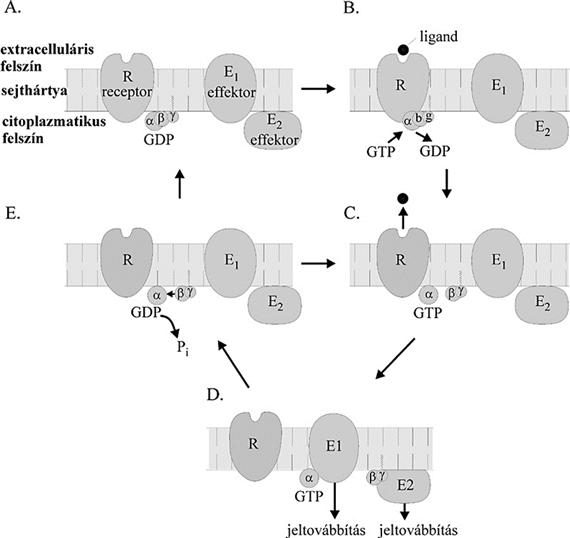
Heterotrimer G-fehérje által közvetített jeltovábbítás. (A: alapállapot; B: receptor-aktiválás; C: alegység-disszociáció; D: effektor-aktiválás; E: GTP-hidrolízis).

Heterotrimer G-proteinek három alegységből (α, β és γ) állnak. Ezek a fehérjék specifikus receptor és effektorfehérjék között közvetítenek. Abban az esetben ha a ligand (receptorhoz kapcsolódó molekula) beköt a receptorhoz az αβγ komplex is kapcsolódik a receptorhoz, konformációváltozást szenved és az α-alegységen a GDP GTP-re cserélődik. Az így aktivált α-alegység disszociál (leválik) a βγ-komplexről és hatást gyakorol az effektor molekulára ami a sejt belseje felé továbbítja a jelet. Az α-alegység saját GTPáz aktivitásával a GTP-t GDP-re hidrolizálja, ezáltal inaktiválódik és ismét csatlakozik a βγ-komplexhez.
| Gα típus         | Funkció                             | Kapcsolódó receptorok                                                     |
| ---------------- | ----------------------------------- | ------------------------------------------------------------------------- |
| Gs               | Stimulálja az adenilát-ciklázt      | Dopamin (D1) Adrenalin (β1, β2) Glukagon Hisztamin (H2) Vazopresszin (V2) |
| Gi               | Gátolja az adenilát-ciklázt         | Dopamin (D2) Adrenalin (α2)                                               |
| Gq               | Stimulálja a foszfolipáz C-t        | Angiotenzin II Adrenalin (α1) Oxitocin Vazopresszin (V1)                  |
| Gt (transzducin) | Stimulálja a cGMP-foszfodieszterázt | Rodopszin                                                                 |

### A cAMP-út
A G-proteinek által közvetített jelátviteli utak közül a legrészletesebben vizsgált mechanizmus az adrenalin β-adrenerg receptorokon keresztül kifejtett hatása: májsejtekben például ez a glikogén lebontásához vezet. Az adrenalin, a „stresszhormon” kötődik a sejtfelszíni adrenalin receptorhoz, ami olyan konformációváltozást eredményez a membránfehérje intracelluláris doménjében, hogy egy heterotrimer G-fehérje fog kötődni az aktivált receptorhoz. (A receptor aktiváció molekuláris részleteinek feltárásért ítélték oda a 2012. évi kémiai Nobel-díjat Robert Lefkowitz-nak és Brian Kobilkának.). A β-adrenerg receptorral kölcsönhatásba kerülő G-protein effektora az adenilátcikláz nevezetű enzim. Az adrenalin receptorhoz kötődése stimulálja (serkenti) az adenilátciklázt: ezért ebben az esetben a közvetítő G-proteint Gs-nek (α-alegységét pedig αs-nek) nevezzük. Az adenilátcikláz transzmembrán fehérje, a citoszól felé néző aktív centruma ATP-ből (adenozin-trifoszfát) 5’, 3’-ciklikus-AMP-t (cAMP-t) hoz létre. A cAMP (ciklikus AMP) másodlagos messenger molekula (példánkban az adrenalin hatására képződik a sejtben és az adrenalin hatását közvetíti). A cAMP elbontását a ciklikus nukleotid foszfodiészteráz enzim végzi: 5’-AMP-vé alakítja. A cAMP fő célmolekulái a cAMP-függő fehérjekináz (protein-kináz A, PKA) enzimek. Az állatok tipikus stresszválaszának (angol kifejezéssel: fight-or-flight) molekuláris hátterében központi szerepet tölt be a cAMP-függő protein-kináz (más néven protein-kináz A, PKA). A PKA izoformái két regulátor (R) és két katalitikus (C) alegységből állnak. A tetramer szerkezetű enzim inaktív, cAMP molekulák a R-alegységhez kötődve a komplex disszociációját (szétesését) idézik elő: a felszabaduló aktív C-alegységek különböző célfehérjéket foszforilálnak (foszfát csoportot raknak rá).
A PKA egy szerin/treonin proteinkináz: ATP-molekulák szélső foszfátját hasítja le és kapcsolja észterkötéssel a célfehérjék specifikus szerin vagy treonin oldalláncainak hidroxilcsoportjaihoz. A foszforiláció konformációváltozást, következésképpen a fehérje funkciójának, aktivitásának módosulását eredményezi. A ligandumtól és a célsejttől függően a cAMP különböző fehérjék foszforilációját serkenti: enzimek, membránfehérjék, strukturális fehérjék, transzlációs faktorok stb. módosulhatnak.
A felszabaduló C-alegységek egy része transzlokálódik a sejtmagba és ott transzkripciós faktorokat foszforilál. Ezek közül a legfontosabb egy olyan fehérje, amely a cAMP-reszponzív elem (CRE) nevű enhancerhez (a DNS-en található szabályozó régió) kötődik. A CREB (CRE-binding protein) leucin-cipzár fehérje, számos izoformája létezik. A génaktivációban fontos szerepet játszik egy koaktivátor fehérje, a CBP (CREB-binding protein). Ez a fehérje nukleoszomális hisztonokat acetilál az érintett gén promóter-régiójában, fellazítja a kromatint és elősegíti az RNS-polimeráz II kötődését. A CREB-fehérjéknek és a CBP-nek fontos szerepük van pl.: a sejtek szaporodásának, differenciálódásának, túlélésének serkentésében, a központi idegrendszerben pedig a tanulás és a memória bonyolult folyamataiban.
A cAMP-rendszert az adrenalinon kívül számos egyéb hormon használja jelátvitelében: a hipofízis (agyalapi mirigy) elülső lebeny hormonok közül az ACTH, FSH, LH, TSH, a hátsó lebeny vazopresszin hormonja, a parathormon, a glukagon ugyancsak Gs-közvetített szignalizációval működik. Más ágensek gátló, inhibitor hatású Gi-fehérjéken keresztül hatnak: nem serkenti, hanem gátolja az adenilátciklázt, csökkenti a cAMP-szintet.Így fejti ki például hatását az acetilkolin a szívizomban.
| A szövet/sejt típusa      | A cAMP-t növelő hormon                          | Főbb sejtes válasz                                         |
| ------------------------- | ----------------------------------------------- | ---------------------------------------------------------- |
| Zsírszövet                | Adrenalin, ACTH                                 | Trigliceridek hidrolízise nő                               |
| Mellékvesekéreg           | ACTH                                            | Hormon szekréció                                           |
| Szívizom                  | Adrenalin, noradrenalin                         | Összehúzódás sebessége nő                                  |
| Bél nyálkahártya          | Vazoaktíp intesztinális peptid (VIP), adrenalin | Víz elektrolitok szekréciója                               |
| Vesecsatornák             | Vazopresszin (ADH)                              | Víz visszaszívódása                                        |
| Máj                       | Glukagon, Adrenalin                             | Glikogén lebomlás fokozódik Glükóz szintézis fokozódik     |
| Vérlemezkék               | Prosztaciklin                                   | Az aggregáció gátlása                                      |
| Vázizom                   | Adrenalin                                       | Glikogén lebontás nő                                       |
| Simaizom (erek és hörgők) | Adrenalin                                       | Elernyedés (hörgők esetében), összehúzódás (erek esetében) |
| Pajzsmirigy               | TSH (tiroidea-stimuláló hormon)                 | Tiroxin szintézise és szekréciója                          |

### Az inozitol-foszfolipid út
Az 1970-es években figyelték meg, hogy az acetilkolin egyes célszöveteiben (pl. a hasnyálmirigy exokrin részében) fokozza a foszfolipidek metabolizmusát. Az elmúlt években bebizonyosodott, hogy a hatás jelátviteli jelenség és hogy foszfolipid eredetű másodlagos messengerek nemcsak az acetilkolin szekréciót kiváltó hatásában, hanem más szignáltranszdukciós (jelátviteli) folyamatokban is részt vesznek.
A leírt hatást inozitol-foszfolipidek hidrolízise közvetíti. A sejtmembrán belső foszfolipidrétegének egyik komponensét, a foszfatidilinozitol-biszfoszfátot (PIP2)  egy foszfolipáz C (PLC) enzim diacilglicerinre (DAG) és inozitol-triszfoszfátra (IP3) hidrolizálja. Mindkét termék másodlagos messenger (vagyis mind a kettő más más molekulákra lesz hatással), melyek két külön jelátviteli utat aktiválnak.
Ebben az esetben a jelátviteli utat ugyancsak egy heterotrimer G-protein, a Gq-fehérje közvetíti. Hatására a foszfolipáz C enzimcsalád PLC-β alenzime a membrán belső felszínén kettéhasítja a PIP2 molekulát. Az egyik termék, az IP3 amely egy vízoldékony másodlagos messenger, mely díffúzióval gyorsan eléri célfehérjéit, az endoplazmatikus retikulum membránjának Ca++-csatornáit. A csatornák megnyilása Ca++-ionoknak a citoszólba özönlését eredményezi, ahol a  Ca++ – ugyancsak másodlagos messengerként – számos célfehérje aktivitását befolyásolja. Ezek egyike a kalmodulin, mely Ca++-t megkötve egy szerin/treonin-specifikus fehérjekinázt, a Ca++/kalmodulin-függő proteinkinázt (CaM-kináz) aktiválja. A CaM-kináz egyik szubsztrátja (célmolekulája) az a CREB transzkripciós faktor (DNS kötő fehérje), melyet a PKA is foszforilál (l. előbb):        mindkét jelátviteli út serkentése a megfelelő célgének expressziójához (kifejeződéséhez, serkentéséhez) vezet.
A PLC-β reakció másik terméke a DAG; apoláros molekula (vagyis víz oldhatatlan) lévén ez a másodlagos messenger a membránban diffundál és a citoszólból magához vonzza célfehérjéit, a proteinkináz C (PKC) enzimeket. Ezek a szerin/treonin proteinkinázok ugyancsak több fehérjeszubsztrátot (célmolekulát) – közöttük transzkripciós faktorokat is – foszforilálnak (foszfátcsoportot kötnek a molekula felszínén). A PKC-jelátvitel génexpressziós hatásának egyik fontos sejtmagon belüli mediátora az AP-1 transzkripciós faktor mely számos célgén aktivációját idézi elő.

## Monomer G-proteinek által közvetített jelátviteli utak
A heterotrimer GTP-kötő fehérjék mellett léteznek monomer GTP-kötő fehérjék, amelyek "kis molekulatömegű, egyetlen polipeptidláncból álló fehérjék. A Ras szuperfehérje család nevét az elsőként felfedezett Ras fehérje után kapta. A Ras szuperfehérje-családon belül, a funkciójuk alapján Ras, Rho, Rab, Ran és Arf (ADP-ribo- zilációs faktor) alcsaládokat ismerünk. Jelátalakító folyamatokban a Ras és a Rho fehérjecsalád tagjai vesznek részt."

### Ras-fehérjék
A Ras-fehérjéket eredetileg mint daganatkeltő RNS-vírusok onkoproteinjeit azonosították, majd normális sejtekben is megtalálták őket. Kisméretű, egyetlen          polipeptidláncból álló monomer G-proteinek, rögzülnek a sejthártya belső felszínén. Egyéb guaninnukleotid-kötő fehérjékhez hasonlóan inaktív, GDP-kötő és aktív, GTP-kötő alakban léteznek. A Ras-fehérjék aktivációját a növekedési faktor receptorához kötődése idézi elő.  A receptor autofoszforilálódik (vagyis foszfátcsoportot köt) majd speciális adapterfehérje molekulát köt meg. A Ras-fehérjén a GDP-t GTP-re cserélődik a GEF molekula hatására (guanine-nucleotide exchange factor) Az aktivált Ras•GTP-komplex effektorfehérjékre továbbítja a jelet, majd saját GTPáz-aktivitása segítségével visszatér a nyugalmi Ras•GDP-formába. Mivel a Ras-fehérjéknek – szemben a heterotrimer G-proteinek α-alegységével – gyenge GTPáz-aktivitásuk van, a hatékony inaktivációhoz egy, ugyancsak a receptor által szabályozott faktorra, a GTPáz aktiváló proteinre (GAP) is szükség van.
A humán tumorok nagy százalékában kimutatható a Ras mutációja; a pontos érték a tumor típusától és a tumorgenezis stádiumától függ. A mutációk következménye az, hogy a Ras GTPáz aktivitása csökken, és a Ras elnyújtott GTP-kötése elnyújtott aktivitáshoz vezet. A Ras-GAP mutáció zavara szintén a jelátviteli út elnyújtott aktivitásához vezet.

### Az ERK-út
Az 1990-es évek egyik legjelentősebb sejtbiológiai felfedezése olyan fehérje-foszforilációs láncolatok felfedezése volt, melyekben mitogén (sejtosztódást előidéző) vagy másfajta stimuláció hatására hierarchikus rendszerben egymásra épülő proteinkinázok egymást foszforilálva-aktiválva továbbítják a jelet a sejtmembrántól a sejtmag felé. Szerin/treonin-specifikus mitogén-aktivált proteinkinázokról (MAPK) ezeket a rendszereket összefoglaló néven MAPK-kaszkádoknak nevezzük.
Az aktivált Ras egy kinázkaszkádot indít el, amelyben az egyes kinázok foszforilálják és ezzel aktiválják akaszkád következő elemét. A kaszkád elsőként felfedezett kináza az ERK (extracellular signal- regulated kinase), mely a MAPK (mitogén aktiválta protein-kináz) családba tartozó fehérje. Az ERK felfedezését követte a citoszolban zajló további események megismerése, azaz a MAP- kinázt foszforiláló kináz (MAP-kináz-kináz; MAPKK), majd az ezt foszforiláló MAP-kináz-kináz- kináz (MAPKKK) megismerése – ezért jelent meg az elnevezésben egyre több „kináz”. A MAP-kináz- kaszkád fehérjéi kiegészülnek állványfehérjékkel és célfehérjékkel, illetve a kinázok vezérelte szabályozás ellentéteként, a MAPK-foszfatázokkal.
Jelenleg számos MAPKKK, MAPKK és MAPK ismert, amelyek különböző jelpályákat alkotnak; ezek egyike a jelen tárgyalásunkat érintő, növekedési faktorok jelátvitelét közvetítő ERK út.
A protein-kináz-kaszkád első enzime a Raf (egy MAPKKK), amely a GTP-Ras hatására áthelyeződik a citoplazmából a membránhoz, dimerizálódik és aktiválódik. Aktivációja a MEK (MAP kinase/ERK- activating kinase; egy MAPKK) foszforilációját eredményezi, amely pedig foszforilálja az ERK-t (egy MAPK). A MEK kettős specifícitású kináz, nemcsak treoninon, hanem tirozinon is foszforilálja az ERK-t.  A kettősen foszforilált ERK, amely maga is szerin/treonin protein-kináz, amely citoplazmatikus és membránasszociált fehérjéket is foszforilál, illetve transzlokálódik (áthelyeződik) a sejtmagba. Az ERK a sejtmagban transzkripciós faktorokat foszforilál, amelyek aztán kötődnek promóterükhöz, és korai válasz géneket indukálnak. Ez kb. 100 gént jelent, közöttük több gén fehérjeterméke maga is transzkripciós faktor, mely a sejtproliferációhoz (sejtosztódás) elengedhetetlen gének átírását fokozza.

### A Ral út
A növekedési faktorok egyes sejtek alakját, mozgékonyságát is megváltoztatják. A hatás fő közvetítője a Ras-fehérjék nagycsaládjába tartozó monomer G-protein, a Ral (neve a Ras-like angol kifejezésből származik). A Ral guaninnukleotid kicserélő faktora hozzákötődik a növekedési faktor stimuláció következtében aktivált Ras-hoz, az általa létrehozott Ral•GTP komplex pedig a  Rho-fehérjék családjába tartozó G-proteinek közvetítésével formálja át a mikrofilamentum rendszert, Ennek az útnak a fokozott aktivitása valószínűleg szerepet játszik a tumorsejt-invázióban és az áttétképződésben.

## Betegségek
Intracelluláris jelátvitel szükséges a szöveti differenciációhoz, a hormonhatáshoz, neurotranszmitterek, növekedési faktorok hatásának közvetítéséhez. Várhatóan nagyon sok        olyan emberi betegséget fognak találni, melynek hátterét jelátviteli zavar adja. Új tudományterületről lévén szó, a jelátviteli betegségek molekuláris patomechanizmusának tisztázása még éppen csak megkezdődött.

### Nem inzulindependens (II. típusú) cukorbetegség (diabetes mellitus)
A cukorbetegség (diabetes mellitus) világszerte a leggyakoribb anyagcserebetegség, a vakság, veseelégtelenség, érszűkület, szívinfarktus és agyvérzés vezető kóroki tényezője. Az esetek többségében (II. típusú diabetes) az okozza, hogy a célszövetek inzulinérzékenysége csökken. (Az I. típusú, inzulindependens diabetesben a Langerhans-szigetek inzulintermelése elégtelen.) Az inzulinrezisztens diabetes poligénes (több génhez kötött) öröklődésű betegség; az esetek egy részében az intracelluláris jelátvitel fehérjéit és az anyagcsereutak enzimeit kódoló génekben bekövetkező mutációk eredményezik. Az inzulin-jelátvitel tirozin-proteinkináz receptoron kezdődik. Az aktivált receptorhoz nagyméretű dokkoló fehérjék (IRS = inzulinreceptor szubsztrát proteinek) kapcsolódnak, melyek adapterfunkciót látnak el: több jelpálya indul róluk. A Ras/ERK-úton keresztül mitogén jelátvitel érvényesül. Az inzulin metabolikus hatásainak fő közvetítője a PI3K-út: serkenti a glikogénszintézist, a fehérjeszintézist és a sejtek glukózfelvételét. A PI3K-út stimulációja következtében a citoplazmában vezikulák membránjában raktározott glukóztranszporter fehérjék exocitózissal a sejtmembránba kerülnek és ezáltal megnő a glukóz transzportja a sejtbe. Az inzulinrezisztens diabeteses betegekben eddig végzett molekuláris biológiai vizsgálatok több jelátviteli fehérje mutációs inaktiválódását találták (a receptor, IRS-fehérjék stb.). Későbbi kutatásoknak kell tisztázniuk, hogy ezek és más mutációk milyen mértékben felelősek a klinikai kép kialakulásáért.

### Nephrogen diabetes insipidus
A hipofízis (agyalapi mirigy) antidiuretikus hormonja (ADH, vazopresszin) a vesetubulusok sejtjeinek membránjában levő akvaporin fehérjéket aktiválva serkenti a víz          visszaszívását. A jelátvitel a cAMP-úton keresztül történik. Ennek megszakadása (pl. az ADH-receptor hiánya vagy működésképtelensége következtében) ADH-rezisztens diabetes insipidus kialakulásához vezet.

### Cholera
A cholerafertőzés patomechanizmusa jó példát szolgáltat arra, milyen súlyos következményei lehetnek egy jelátviteli út konstitutív (állandó) aktiválásának. A baktérium által termelt choleratoxin a vékonybél hámsejtjeiben tartósan aktiválja a Gs-fehérjét, az emelkedett cAMP-szint pedig az epiteliális (hám) sejtek membránján keresztül nagymértékű víz- és sóvesztéshez vezet. A hasmenés életveszélyes állapotot idéz elő, anélkül, hogy a vékonybél nyálkahártyájában jelentős morfológiai károsodás jelenne meg.

### Daganatok
A rosszindulatú sejtburjánzást a sejtek proliferációját (osztódását) szabályozó jelátviteli utak mutáció(k) következtében fellépő konstitutív (állandó) aktivációja okozza.